# Окно (фильм)
«Окно» (англ. The Window) — фильм нуар режиссёра Теда Тецлаффа, вышедший на экраны в 1949 году.
В основу сценария положен рассказ известного американского автора «крутых детективов» Корнелла Вулрича «Мальчик, который кричал: «Убийство!». По книгам Вулрича поставлены многочисленные фильмы нуар, среди них «Леди-призрак» (1944), «Чёрный ангел» (1946), «У ночи тысяча глаз» (1948), «Окно во двор» (1954), а также фильмы Франсуа Трюффо «Невеста была в чёрном» (1968) и «Сирена с Миссисипи» (1969).
Фильм рассказывает о мальчике, который ночью случайно видит, как совершается убийство в соседней квартире. Родители не верят рассказам сына об увиденном, а преступники начинают на него охоту.
Снятый на довольно скромный бюджет, фильм имел большой успех у критики и стал одним из главных коммерческих хитов студии РКО.

## Сюжет
Действие происходит в небогатом жилом районе Нью-Йорка. Девятилетний Томми Вудри (Бобби Дрисколл) любит выдумывать всякие истории и рассказывать их своим приятелям, а также родителям, Мэри (Барбара Хейл) и Эдду (Артур Кеннеди). Однажды Томми похвастался соседским ребятам, что через два дня он уезжает с родителями жить на ранчо в Техасе. Об этом узнал озабоченный управляющий домом, который тут же привёл на осмотр квартиры Вудри новых жильцов. Родители отругали Томми и отправили его спать.
Не в состоянии заснуть в душную летнюю ночь, Томми берёт подушку и по пожарной лестнице взбирается на следующий, верхний этаж дома, где засыпает на лестничной платформе под окном квартиры Джо (Пол Стюарт) и Джин (Рут Роман) Келлерсонов. Среди ночи Томми просыпается и видит, что в гостиной Келлерсонов горит свет. Он аккуратно заглядывает под закрытую штору и видит, как Джо обыскивает карманы брюк мужчины в бессознательном состоянии, который неожиданно приходит в себя и начинает драться. В драке Джо закалывает своего противника ножницами. Из дальнейшего разговора Джо и Джин становится понятно, что убитым является заезжий моряк, которого Джин заманила к себе домой, чтобы ограбить вместе с мужем, однако дала ему недостаточную дозу усыпляющего средства, и в итоге моряк проснулся раньше времени.
Томми стремительно уносится домой, чтобы рассказать матери о том, что увидел. Выслушав сына, Мэри уверяет его в том, что это был лишь кошмарный сон, и растерянный Томми возвращается в свою постель. Через несколько минут он понимает, что оставил подушку на лестничной площадке, и выскакивает в окно, чтобы забрать её, не подозревая, что в этот момент Келлерсоны избавляются от тела, выбрасывая его на крышу пустующего соседнего здания.
На следующее утро, после того как отец, который работает в ночную смену, возвращается домой, Томми пытается рассказать ему об увиденном ночью. Эд просит сына перестать придумывать дурацкие истории, а Мэри приказывает ему сидеть в своей комнате, однако Томми выскальзывает через окно на улицу и направляется в полицейский участок.
Томми рассказывает об убийстве двум детективам, которые воспринимают его историю как детскую фантазию. Тем не менее один из них неохотно идёт проверить его рассказ. Сначала он заходит к Томми домой, чтобы поговорить с его родителями. Мэри очень смущена, увидев детектива, и говорит, что Томми всё выдумал. Тем не менее детектив решает проверить и квартиру Келлерсонов. Выдавая себя за оценщика ремонтных работ, он осматривает их очень запущенную квартиру, но не находит в ней ничего необычного. После ухода детектива Мэри тащит Томми наверх к соседям, чтобы он перед ними извинился. Когда Мэри требует, чтобы Томми пересказал Джин Келлерсон всю историю, которую рассказывал родителям, испуганный Томми отказывается говорить.
Тем же вечером Мэри получает телеграмму от Чарли, мужа своей сестры, который пишет, что её больной сестре стало хуже и она просит её приехать как можно скорее. Уверенный в том, что телеграмму отправили Келлерсоны, чтобы оставить его одного в квартире на ночь, Томми умоляет мать взять его к дяде вместе с собой. Чтобы успокоить Томми, Эд предлагает позвонить Чарли из соседней аптеки. Хотя Чарли подтверждает Томми, что это он послал телеграмму, мальчик по-прежнему испуган и после отъезда родителей готовится к бегству из дома. Томми пишет прощальное письмо и уже идёт к двери, когда Эд вдруг неожиданно возвращается домой. Эд ругает сына за попытку сбежать, а затем заколачивает окно в его комнате и запирает Томми в его спальне на ключ.
Вскоре после ухода Эда Джин Келлерсон спускается по пожарной лестнице к окну Томми и начинает светить фонарём в окно. Томми прячется от неё, а затем пытается открыть дверь из своей комнаты, не подозревая, что в гостиной его уже поджидает Джо Келлерсон. Келлерсоны выводят Томми на улицу, якобы для того, чтобы дойти до полицейского участка и там всё выяснить. По дороге они заводят Томми в тёмный переулок и пытаются с ним расправиться, однако мальчику удаётся вырваться и убежать. Но в конце концов Келлерсоны подлавливают Томми около станции метро и сажают в такси, чтобы вместе с ним вернуться домой.
По дороге Томми отчаянно кричит стоящему поблизости с машиной полицейскому, однако Келлерсоны легко убеждают того, что это лишь проделки их непослушного хулиганистого сына. В такси Томми продолжает кричать и вырываться, и Джо сильно бьёт его один раз по голове, в результате чего Томми теряет сознание. Под видом заснувшего сына Келлерсоны проносят его в дом и Джо сажает Томми на перила пожарной лестницы, рассчитывая, что Томми упадёт вниз и разобьётся как будто в результате несчастного случая. У Джин не выдерживают нервы, и она издаёт испуганный крик, невольно отвлекая внимание Джо. В этот момент Томми приходит в себя и начинает быстро забираться вверх по пожарной лестнице, добираясь до крыши.
Тем временем Эд снова приходит домой и видит, что Томми пропал. Он отправляется на улицу и обращается к полицейскому с просьбой оказать помощь в розыске сына.
Джо гонится за мальчиком по крыше здания, вынуждая того спрятаться на соседнем полуразрушенном доме. Там Томми натыкается на тело убитого Келлерсонами моряка и от страха кричит, чем обнаруживает своё убежище. Джо вновь преследует Томми и загоняет его на торчащую из стены балку, по которой мальчик пробирается на небольшой безопасный участок под самой крышей здания. Джо пытается пройти за ним, однако балка не выдерживает его веса, Джо падает вниз и разбивается.
Прибывшая полиция растягивает натяжное спасательное полотно, на которое Томми, собрав всю волю в кулак, прыгает. Родители обнимают его. Эд говорит, что не будет больше никогда сомневаться в его историях, а Томми обещает, что никогда не будет ничего выдумывать.

## В ролях
- Бобби Дрисколл — Томми Вудри
- Барбара Хейл — Миссис Мэри Вудри
- Артур Кеннеди — Мистер Эд Вудри
- Пол Стюарт — Джо Келлерсон
- Рут Роман — Миссис Джин Келлерсон

## Создатели фильма и исполнители главных ролей
Режиссёр фильма Тецлафф поставил также нуары «Игорный дом» (1950) и «Под прицелом» (1951). Большую часть карьеры Тецлафф работал как кинооператор, среди его наиболее известных операторских работ мелодрама «Весь город говорит» (1942), за которую он был номинирован на Оскар, и нуаровый триллер Альфреда Хичкока «Дурная слава» (1946).
Барбара Хейл более всего известна многолетним исполнением роли секретарши адвоката Перри Мейсона в одноимённом сериале (1957-66), среди прочих картин она сыграла заметные роли в криминальных драмах «Освобождённый» (1955) и «Хьюстонская история» (1956). Артур Кеннеди сыграл во многих фильмах нуар, наиболее значимые среди которых «Высокая Сьерра» (1941), «Бумеранг!» (1947), «Слишком поздно для слёз» (1949) и «Часы отчаяния» (1955). Бобби Дрисколл сделал успешную карьеру на Студии Уолта Диснея как актёр-ребёнок, сыграв в таких фильмах, как «Песня Юга» (1946), «Так дорого моему сердцу» (1948) и «Остров сокровищ» (1950). В 1949 году Кеннеди, Пол Стюарт и Рут Роман сыграли вместе также в спортивном нуаре «Чемпион».

## Оценка критики
Вскоре после выхода фильма газета «Нью-Йорк таймс» написала: «Поразительная сила и ужасающее воздействие этой мелодрамы студии РКО достигаются главным образом благодаря блестящей игре Бобби, и всё впечатление от картины пропало бы, если бы возникло хоть малейшее сомнение в убедительности этого ключевого персонажа… Порой режиссёр немного заигрывается, стремясь достичь шокового воздействия, например, когда ребенок в полубессознательном состоянии покачивается на поручне пожарной лестницы или когда попадает в ловушку на высокой балке в готовом вот-вот развалиться заброшенном доме. Но даже понимая надуманность этих эпизодов, зритель вряд ли останется равнодушным, эмоционально сопереживая происходящему. Действительно, на лице мальчика и в каждом его движении настолько остро выражено чувство опасности, когда он бежит от смерти в рассыпающемся доме, что зрителя переполняет тревога за его судьбу».
Кинокритик Деннис Шварц в 2003 году написал: «Городские трущобы показаны как непростое место для воспитания ребёнка, так как, оказывается, играть там небезопасно. Хотя времена изменились, эта напряжённая история тем не менее остаётся захватывающей и реалистичной. Современный город не стал менее опасным, чем в послевоенные 1940-е годы (без сомнения, даже более опасным). Этот фильм нуар рассматривает американскую мечту, суть которой заключается в том, чтобы тяжело работать ради материальных благ, становящихся доступными, и в конце концов найти свою утопию в спальных районах, при этом он призывает обратить внимание на судьбу детей, оставленных на произвол судьбы и вынужденных выживать в этой суровой среде, где их родители слишком заняты, чтобы растить их правильным образом».
Журнал «ТВ-гайд» был восхищён фильмом, написав в рецензии: «… это невероятно напряжённый триллер с Дрисколлом в главной роли маленького мальчика, который имеет привычку рассказывать вымышленные истории, выдавая их за правду… „Окно“ представляет пугающую картину беспомощности, живо передавая отчаяние ребёнка, которого гонят от себя или игнорируют его родители. Режиссёр и в прошлом оператор Тецлафф умело вводит максимум саспенса в фильм, давая аудитории возможность ощутить себя в трудном положении Дрисколла, и, что интересно, рассматривать его родителей как зло, почти такое же зло, как сами убийцы. После работы оператором на фильме Хичкока „Дурная слава“ (1946) всего тремя годами ранее, Тецлафф, без тени сомнения, научился его мастерству построения саспенса … Исключительный фильм».
Крейг Батлер на сайте Allrovi написал: «Этот супер-пупер триллер был заслуженно избран Лучшим детективом года Ассоциацией детективных писателей Америки. „Окно“ — это напряжённая и пугающая вариация истории о „мальчике, который поднимал переполох“, которая удерживает зрителей на краешке стула целых полчаса из своих 73 минут. Это заслуга точного и гладкого сценария Мела Динелли, …но ещё большая заслуга в этом режиссёра Теда Тецлаффа, который ясно усвоил уроки, работая оператором у Альфреда Хичкока. Тецлафф знает, как достичь максимального напряжения на каждом сюжетном повороте, но он также знает, как выделить ключевые моменты повествования, а также понимает значимость натуры, декораций и атмосферы. Работая с оператором Уильямом Стейнером-младшим, он создаёт клаустрофобный, пышущий жаром мир, столь же важный во всех отношениях, как и действующие в нём персонажи. В фильме хорошо сыграли взрослые актёры Артур Кеннеди и Барбара Хейл, но молодой Бобби Дрисколл просто поражает. Он играет первоклассно, он один из тех, кто обладает самым отточенным мастерством среди всех юных актёров; у него совершенно нет фальшивых нот, неверных шагов или жеманности. Это захватывающая игра в захватывающем фильме».

## Награды и номинации
В 1950 году Мел Динелли и Корнелл Вулрич были удостоены Премии Эдгара По — Эдгар за лучший фильм.
В том же году фильм был номинирован на Оскар за лучший монтаж (Фредерик Кнудтсон), на премию БАФТА за лучший фильм производства США, а также на премию Гильдии писателей Америки за лучший сценарий американской драмы (Мел Динелли).

## Римейки
На фильм было сделано как минимум три ремейка: «Мальчик прокричал убийство» (1966) режиссёра Джорджа Брикстона, английский фильм «Свидетель» (1970) режиссёра Джона Хафа и американский семейный приключенческий фильм «Плащ и кинжал» (1984) режиссёра Ричарда Франклина.